# Elspeth Huxley
Elspeth Joscelin Huxley CBE (née Grant; ngày 23 tháng 7 năm 1907 – ngày 10 tháng 1 năm 1997) là một tác giả, nhà báo, phát thanh viên, quan tòa, nhà môi trường, nông dân và cố vấn chính phủ. Bà đã viết hơn 40 cuốn sách, bao gồm cả những cuốn sách trữ tình nổi tiếng nhất của bà The Flame Trees of Thika và The Mottled Lizard, dựa trên tuổi trẻ của cô trong một trang trại cà phê ở British Kenya. Chồng cô, Gervas Huxley, là cháu trai của Thomas Huxley và là anh em họ của Aldous Huxley.

## Thời thơ ấu
Nellie và Major Josceline Grant là cha mẹ của Elspeth đã đến Thika vào lúc Đông Phi bảo vệ năm 1912, để bắt đầu một cuộc sống như những người nông dân cà phê và người định cư thuộc địa. Elspeth, sáu tuổi, đến vào tháng 12 năm 1913, hoàn thành với chính phủ và người giúp việc. Bà được dạy dỗ trái với phong tục; bà "gần như bị coi là một bưu kiện, bị truyền tay". Cuốn sách năm 1959 của Huxley The Flame Trees of Thika phơi bày sự không chuẩn bị cho cuộc sống mộc mạc của những người định cư đầu tiên của Anh. Nó được chuyển thể thành phim truyền hình năm 1981. Elspeth được giáo dục tại một trường chỉ dành cho người da trắng ở Nairobi.
Cô rời châu Phi vào năm 1925, lấy bằng nông nghiệp tại Đại học Reading ở Anh và học tại Đại học Cornell tại ngoại ô New York. Elspeth trở lại châu Phi định kỳ. Bà kết hôn với Gervas Huxley, con trai của bác sĩ Henry Huxley (1865 trừ1946) vào năm 1931. Họ có một con trai, Charles, sinh vào tháng 2 năm 1944.

## Sự nghiệp
Huxley được bổ nhiệm làm Trợ lý Báo chí cho Ban Tiếp thị Empire vào năm 1929. Bà đã viết đơn từ chức vào năm 1932 và đi du lịch khắp nơi. Huxley bắt đầu sáng tác ngay sau khi kết hôn; quyển sách đầu tiên của bà White Man's Country: Lord Delamere and the making of Kenya về người định cư da trắng nổi tiếng, được xuất bản năm 1935.
Quyển sách năm của Huxley Red Strangers mô tả cuộc sống giữa những người Kikuyu của Kenya vào khoảng thời gian những người định cư châu Âu đầu tiên đến. Bản thảo đã được gửi trước tiên cho nhà xuất bản Macmillan, nhưng Harold Macmillan, sau đó làm việc cho công ty gia đình, đã đồng ý xuất bản nó với những thay đổi đáng kể, bao gồm cả mô tả đồ họa về cắt âm vật nữ. Huxley đã từ chối, và cuốn sách đã được xuất bản bởi Hayo & Windus. Huxley nhớ lại: "Đó thực sự là một ngày hạnh phúc đối với tôi khi Thủ tướng tương lai của chúng tôi không thể thực hiện cắt âm vật." Cuốn sách được xuất bản lại bởi Penguin Books vào năm 1999 và một lần nữa bởi Penguin Classics vào năm 2000; Richard Dawkins đã đóng một vai trò quan trọng trong việc khiến cuốn sách được tái bản và viết lời tựa cho phiên bản mới.
Số liệu cuối cùng của bà là 42 quyến sách bao gồm mười tác phẩm hư cấu và 29 cuốn sách phi hư cấu, cũng như hàng ngàn cuốn sách nhỏ và bài báo.
Trong Thế chiến thứ hai, Huxley là một phát thanh viên của BBC.
Năm 1960, Huxley được chỉ định là thành viên độc lập của Ủy ban Tư vấn cho việc xem xét Hiến pháp của Liên đoàn Rhodesia và Nyasaland (Ủy ban Monckton). Là một trong những người ủng hộ chủ nghĩa thực dân, sau đó bà kêu gọi độc lập cho các nước châu Phi.
In the 1960s, she served as a correspondent for the National Review magazine.
Christine S. Nicholls đã viết Elspeth Huxley: A Biography (Harper Collins, 2002). Huxley là bạn của Joy Adamson, tác giả của Born Free, và được đề cập trong tiểu sử của Joy và George Adamson mang tên The Great Safari. Elspeth Huxley đã viết lời tựa cho cuốn tự truyện của Joy The Searching Spirit.

## Qua đời
Huxley qua đời vào ngày 10 tháng 1 năm 1997 khi 89 tuổi, trong một viện dưỡng lão tại Tetbury ở Gloucestershire, Anh.

## Vinh danh
- Huân chương Đế quốc Anh, 1962.[2]

## Tác phẩm

### Viễn tưởng
- Murder at Government House (1937)
- Murder on Safari (1938)
- Death of an Aryan (U.S.:The African Poison Murders) (1939)
- Red Strangers (1939) ISBN 0141188502
- The Walled City (1948)
- A Thing to Love (1954)
- The Red Rock Wilderness (1957)
- The Merry Hippo (U.S.: The Incident at the Merry Hippo) (1963)
- A Man from Nowhere (1964)
- The Prince Buys the Manor (1982)

### Phi viễn tưởng
- White Man's Country: Lord Delamere and the Making of Kenya (1935)
- Atlantic Ordeal: The Story of Mary Cornish (1941)
- African Dilemmas (1948)
- Settlers of Kenya (1948)
- The Sorcerer's Apprentice: A Journey Through Africa (1948)
- I Don't Mind If I Do (1950)
- Four Guineas: A Journey Through West Africa (1954)
- No Easy Way: A History of the Kenyan Farmers' Association and UNGA Limited (1957)
- The Flame Trees of Thika: Memories of an African Childhood (1959)
- A New Earth: An Experiment in Colonialism (1960)
- The Mottled Lizard (U.S.: On the Edge of the Rift: Memories of Kenya) (1962)
- Back Street New Worlds: A Look at Immigrants in Britain (1964)
- With Forks and Hope: An African Notebook (1964)
- Brave New Victuals: An Inquiry into Modern Food Production (1965)
- Their Shining Eldorado: A Journey Through Australia (1967)
- Love among the Daughters (1968)
- The Challenge of Africa (1971)
- The Kingsleys: A Biographical Anthology (1973)
- Livingstone and His African Journeys (1974)
- Florence Nightingale (1975)
- Gallipot Eyes: A Wiltshire Diary (1976)
- Scott of the Antarctic (1978)
- Nellie: Letters from Africa (1980)
- Whipsnade: Captive Breeding for Survival (1981)
- Last Days in Eden aka De Laatsten in de Hof van Eden (1984) with Hugo van Lawick
- Out in the Midday Sun: My Kenya (1985)
- Nine Faces of Kenya: Portrait of a Nation (1990)
- Peter Scott: Painter and Naturalist (1993)

## Thành tựu
Một bộ sưu tập mười hai hộp ảnh, bản in, âm bản, bản in liên lạc và slide được tổ chức tại Kho lưu trữ Bristol trong Bảo tàng Anh và Bảo tàng Khối thịnh vượng chung. Hầu hết các bức ảnh được chụp bởi Huxley, phần còn lại được bà sưu tầm. Bộ sưu tập bao gồm toàn bộ sự nghiệp của Huxley (1896-1981) và chủ đề bao gồm về người Kenya cảnh quan safari và người dân địa phương (cụ thể là người Kikuyu), khởi nghĩa Mau Mau, người định cư da trắng, Edwardian Mombasa, và bảng điểm của một cuộc phỏng vấn lịch sử bằng miệng được thực hiện bởi Đế quốc Anh và Bảo tàng Khối thịnh vượng chung (Ref. 1995/076) (online catalogue). Các bộ sưu tập khác liên quan đến Elspeth Huxley có thể được tìm thấy tại Thư viện Bodleian và Thư viện Đại học Cambridge Bộ Bản thảo và Lưu trữ Đại học.

## Liên kết ngoai
- Tác phẩm của Elspeth Huxley tại Open Library